# Gelis nigriventris
Gelis nigriventris är en stekelart som först beskrevs av Charles Thomas Brues 1903.  Gelis nigriventris ingår i släktet Gelis och familjen brokparasitsteklar. Inga underarter finns listade i Catalogue of Life.